# Otok Nartski
Otok Nartski je naselje u općini Rugvica u Zagrebačkoj županiji.

## Zemljopis
Smješteno je na lijevoj obali rijeke Save 18 km istočno od središta Zagreba, odnosno 8 km jugozapadno od Dugog Sela, 5 km sjeverozapadno od Rugvice. Naselje je smješteno na 105 m/nv. Pripada Zagrebačkoj aglomeraciji, u zagrebačkoj mikroregiji Središnje Hrvatske. U sastavu je katoličke župe Uznesenja Blažene Djevice Marije - Savski Nart, Dugoselskog dekanata Zagrebačke nadbiskupije.

## Stanovništvo
Po popisu stanovništva iz 2001. godine u naselju živi 210 stanovnik u 58 kućanstva.
Broj stanovnika:
- 1981.: 71 (22 kućanstva)
- 1991.: 108
- 2001.: 210 (58 kućanstava)
- 2011.: 199 (58 kućanstava)

| broj stanovnika | 83    | 84    | 86    | 89    | 91    | 98    | 111   | 90    | 85    | 78    | 82    | 71    | 71    | 108   | 210   | 199   | 202   |
|                 | 1857. | 1869. | 1880. | 1890. | 1900. | 1910. | 1921. | 1931. | 1948. | 1953. | 1961. | 1971. | 1981. | 1991. | 2001. | 2011. | 2021. |

## Povijest i gospodarstvo
Na mjestu današnjeg Otoka Nartskoga nekada je bio savski otok, pa je po tome i naselje dobilo ime. Naselje je od sredine 19 stoljeća u sastavu kotara Dugo Selo, od 1955. godine u općini Dugo Selo, a od 1993. god. u sastavu općine Rugvice. Austro-Ugarska administracija je 1900. godine promijenila ime sela Mali Otok u Otok Nartski.
Selo je nekada imalo i nadimak "Vuroki", jer priča kaže kako su nekada žene u selu znale "spravljati vuroke", no danas je to ime poznato još kod starijih starosjedilaca. Naselje se zbog povoljnog smještaja, odnosno blizine grada Zagreba početkom 80-ih godina 20. st. počinje intenzivno naseljavati stanovništvom iz svih krajeva Hrvatske i Bosne i Hercegovine, a poglavito tijekom i nakon Domovinskog rata.

## Gospodarstvo
Gospodarska osnova u manjoj mjeri je poljodjelstvo i stočarstvo. 